# Lipovac
Lipovac (deutsch: Lipowatz) ist ein Ort im östlichen Kroatien an der Grenze zu Serbien, südlich des Flusses Bosut, in der Region Slawonien.
Lipovac liegt in der Nähe der Mündung des Flüsschens Spaeva in den Fluss Bosut, 24 km südöstlich von Zupanja und 7 km westlich der Staatsgrenze zu Serbien. Administrativ gehört der Ort zur Gemeinde Nijemci in der Gespanschaft Vukovar-Syrmien (kroat. Vukovarsko-srijemska županija). Lipovac hat 1243 Einwohner (Zählung 2001).

## Besonderheit
In Lipovac endet die kroatische Autobahn A3 (Posavska autocesta). Während des Kroatienkrieges war der Ort von serbischen Truppen besetzt. Nach der Unabhängigkeit des Landes wurde auf sämtlichen Autobahnschildern der A3 in Richtung Osten, die bis dato Beograd (Belgrad) anzeigten, die Aufschrift durch Lipovac ersetzt, was dem Ort zu großer Bekanntheit in Kroatien verhalf. Inzwischen werden vermehrt Slavonski Brod, Županja, Osijek und Belgrad angegeben, jedoch wird auch Lipovac auf den Schildern mit aufgeführt.

## Tourismus
Die Lukaskirche, eine einschiffige gotische Kirche aus dem Anfang des 14. Jahrhunderts, wurde 1897 erneuert. Zunächst hatte die Kirche ein Gewölbe, von dem noch zwei gotische Kragsteine neben dem Sängerchor zeugen. Die Kirche ist ein Backsteinbau mit einem Graben. Sie hat einen Holzturm und einen polygonalen, durch Strebepfeiler abgestützten Chorabschluss.
In der Umgebung von Lipovac gibt es zudem Wander- und Jagdmöglichkeiten im Wald von Spaeva, einem der größten erhaltenen Steineichenwälder Europas. An der nahegelegenen Spaeva und am Bosut ist Fischfang möglich.